# Lower Killeyan
Lower Killeyan, auch Lower Killean, ist eine kleine Streusiedlung auf der schottischen Hebrideninsel Islay. Sie befindet sich im Südwesten der Halbinsel Oa etwa 500 m entfernt von der Westküste. Zu den nächstgelegenen Ortschaften zählen das einen Kilometer südlich gelegene Upper Killeyan und das 1,5 km östlich befindliche Kinnabus. Die heute aufgegebene Siedlung Giol liegt einen Kilometer nördlich. Lower Killeyan bildet den Endpunkt einer Straße, die über Coillabus und Cragabus nach Port Ellen führt.
Lower Killeyan selbst besteht nur aus wenigen Häusern. Im Jahre 1861 wurden in Lower Killeyan noch 59 Personen gezählt, die sich auf zwölf Familien aufteilten. Hiervon waren 31 Personen männlichen und 28 weiblichen Geschlechts. Im Jahre 1882 wurden in Lower Killeyan sechs teilweise bedachte und drei bedachte Gebäude gezählt. 1981 waren es dann vier bedachte, ein teilweise bedachtes sowie vier unbedachte.
An der Steilküste bei Lower Killeyan wurden möglicherweise die Überreste eines Duns entdeckt. Die gefundenen Mauerreste deuten darauf hin, dass ein Areal von 19 × 13,5 m2 eingeschlossen wurde. Der Zugang lag wahrscheinlich im Nordnordosten.